# Památník Zámeček
Památník Zámeček je památník v Pardubicích, ve čtvrti Pardubičky, na místě nacistického popraviště z doby druhé světové války, které bylo zřízeno v prostoru bývalé vojenské střelnice za tzv. druhého stanného práva po atentátu na Reinharda Heydricha v roce 1942. Památník je tvořen pietním místem s pomníkem a budovou muzea s expozicí, jež připomíná události spojené s druhou světovou válkou a nacistickými zločiny na Pardubicku.
Památník Zámeček je zároveň i příspěvkovou organizací zřízenou statutárním městem Pardubice v roce 2021 za účelem trvalého uchování vzpomínky na oběti druhého stanného práva a odvahu československých odbojářů, kteří se stali spolupracovníky parašutistického výsadku Silver A a dalších spojených výsadků.

## Popraviště
Místo, na němž se nynější Památník Zámeček nachází, bylo součástí obory, která patřila k Larischově vile. Tento objekt obsadila po okupaci Schutzpolizei, přesněji prapor záložního policejního pluku Böhmen, jenž si v místě zřídil cvičnou střelnici. Po atentátu na zastupujícího říšského protektora Reinharda Heydricha se ze cvičné střelnice stalo popraviště pardubického gestapa, na kterém bylo během 19 dní června a července 1942 u tří kůlů popraveno 194 osob z Pardubicka, Kolínska a Královéhradecka. Těla popravených byla převážena do pardubického krematoria, kde byla zpopelněna.

## Popravení občané
Seznam je členěn: jméno a příjmení, rok narození, místo bydliště

### Poprava ve středu 3. června 1942
- Miroslava Horská (1918, Horní Sloupnice)
- Stanislav Mikulecký (1895, Horní Sloupnice)
- Anna Mikulecká (1896, Horní Sloupnice)
- Josef Průšek (1889, Horní Sloupnice)
- Otakar Průšek (1923, Horní Sloupnice)

### Poprava ve čtvrtek 4. června 1942
- Josef Čeřenský (1884, Pardubice)
- Jaroslav Ruml (1881, Pardubice)
- Marie Korábová (1902, Hradec Králové)
- Rudolf Kudrna (1896, Hradec Králové)
- Jaroslav Hofman (1903, Velká Jesenice)
- František Ther (1908, Suchý Důl)

### Poprava v pátek 5. června 1942
- Václav Holý (1886, Hradec Králové),
- Josef Vaněk (1883, Hradec Králové),
- Jaroslav Bilina (1896, Dvůr Králové),
- Jaroslav David (1893, Dvůr Králové),
- Jaroslav Suchý (1896, Újezd),
- Rudolf Tošovský (1914, Týniště nad Orlicí),

### Poprava v úterý 9. června 1942
- Ladislav Brož (1899, Týniště nad Orlicí),
- Ludmila Brožová (1901, Týniště nad Orlicí),
- Marie Karásková (1911, Týniště nad Orlicí),
- František Potoček (1897, Lípa u Týniště nad Orlicí),
- Jan Bednář (1897, Štěpánov),
- Otto Kafka (1911, Hradec Králové),
- Josef Stejskal (1891, Miletín u Hořic)

### Poprava ve středu 10. června 1942
- JUDr. Stanislav Ropek (1906, Pardubice),
- Paraska Duminová (1891, Pardubice),
- Miroslav Cziviš (1920, Litomyšl),
- Leopold Eisner (1883, Litomyšl),
- Václav Klemt (1894, Litomyšl),
- Anna Kocmanová (1911, Litomyšl),
- Františka Králová (1889, Litomyšl),
- Václav Lindenthal (1898, Litomyšl),
- Josef Pekárek (1896, Litomyšl),
- Jaroslav Mlejnek (1913, Choceň),

### Poprava v pondělí 15. června 1942
- Vladimír Hottmar (1901, Dolní Dobrouč),
- Oldřich Mach (1916, Semechnice),
- Bohumír Mottl (1912, Náchod),
- Rudolf Schejbal (1900, neuvedeno),
- Alois Šmahel (1887, Jaroměř),
- Josef Šonka (1895, Dvůr Králové),
- Ottokar Walter (1912, Kostelec nad Orlicí),

### Poprava ve středu 17. června 1942
- Alexandr Hliněný (1910, Čáslav),
- JUDr. Ladislav Kovář (1903, Čáslav),
- JUDr. Antonín Munzi (1906, Čáslav),
- Jaroslav Pacák (1905, Čáslav),
- Roman Prouza (1897, Čáslav),
- JUDr. Čeněk Vančura (1897, Čáslav),
- JUDr. František Šrámek (1899, Hořice),

### Poprava ve čtvrtek 18. června 1942
- JUDr. Jan Bedřich Krejčí (1908, Litomyšl),
- Jiří Šperl (1921, Litomyšl),
- Zdeněk Diviš (1912, České Heřmanice),
- Václav Vaněk (1895, Pohřebačka),

### Poprava v pátek 19. června 1942
- Adolf Frieda (1898, Dvůr Králové),
- Viktor Steiner (1890, Dvůr Králové),
- Alois Mareček (1889, Mochov),
- Josef Vítek (1903, Babice),

### Poprava v neděli 21. června 1942
- Václav Doležal (1894, Vápenný Podol),
- Jindřich Jetleb (1879, Vápenný Podol),

### Poprava v úterý 23. června 1942
- Jindřich Dudek (1926, Vysoké Chvojno),
- Miroslav Provazník (1921, Vysoké Chvojno),
- Zdeněk Rybín (1925, Vysoké Chvojno),
- František Sobotka (1924, Vysoké Chvojno),
- Oldřich Kopecký (1907, Golčův Jeníkov),
- Milada Kopecká (1914, Golčův Jeníkov),
- Václav Oliverius (1901, Golčův Jeníkov),
- Anna Šťastná (1898, Vrtěšice),

### Poprava ve středu 24. června 1942 (Ležáky)
Den 24. června 1942 byl vyhrazen pro popravu občanů obce Ležáky.
- Josef Boháč (1868, Ležáky),
- Marie Boháčová (1872, Ležáky),
- Břetislav Boháč (1912, Ležáky),
- Květoslava Boháčová (1918, Ležáky)
- Čeněk Bureš (1908, Ležáky),
- Františka Burešová (1908, Ležáky),
- Antonín Čech (1882, Ležáky),
- Vlasta Čechová (1923, Ležáky),
- Marie Dušková (1894, Ležáky),
- Ludvík Dušek (1920, Ležáky),
- Květoslava Dušková (1924, Ležáky),
- Antonín Skalický (1898, Ležáky),
- Helena Skalická (1926, Ležáky),
- Josef Hrdý (1870, Ležáky),
- Stanislav Hrdý (1900, Ležáky),
- Aloisie Hrdá (1923, Ležáky),
- Marie Klapková (1898, Ležáky),
- Vlasta Klapková (1920, Ležáky),
- Františka Louvarová (1889, Ležáky),
- Antonín Louvar (1922, Ležáky),
- Alois Mrkvička (1914, Ležáky),
- Marie Mrkvičková (1919, Ležáky),
- Marie Jamborová (1894, Ležáky),
- Adolf Sýkora (1908, Ležáky),
- Emilie Sýkorová (1911, Ležáky),
- František Sýkora (1913, Ležáky),
- Milada Sýkorová (1916, Ležáky),
- Marie Sýkorová (1915, Ležáky),
- Karel Tomek, st. (1886, Ležáky),
- Růžena Tomková (1891, Ležáky),
- Růžena Tomková, ml. (1925, Ležáky)
- Antonín Pilař (1887, Ležáky),
- Miloš Stantejský (1920, Ležáky),

### Poprava ve čtvrtek 25. června 1942
- Karel Tomek, ml. (1924, Ležáky),
- František Hloušek (1897, Hradec Králové),
- JUDr. Jaromír Kálal (1902, Hradec Králové),
- Bedřich Groh (1908, Dvůr Králové),
- František Libřický (1882, Jaroměř),
- JUDr. Tomáš Sedláček (1887, Nymburk),
- Rudolf Horník (1910, Chomutice),
- Josef Fejfar (1896, Jezbiny),
- Václav Kocourek (1910, Oskořínek),
- Václav Moravec (1901, Polepy),

### Poprava v neděli 28. června 1942
- JUDr. Slavoj Friš (1893, Poděbrady)
- Rudolf Jandák (1886, Nymburk),
- JUDr. Jan Ježek (1908, Nymburk),
- Ing. Ladislav Kohout (1887, Nymburk),

### Poprava v úterý 30. června 1942
- JUDr. Vladimír Pírek (1904, Nymburk),
- Zdeněk Dostál (1915, Litomyšl),
- Jan Koníček (1916, Litomyšl),
- Jan Bureš (1922, Týništko),
- Stanislav Řehák (1914, Semily),
- Jaroslav Zima (1922, Malé Svatoňovice),

### Poprava ve středu 1. července 1942
- František Bureš (1884, Hradec Králové),
- Ludmila Burešová (1894, Hradec Králové),
- Pavel Gerber (1894, Náchod),
- Oldřich Lokvenc (1924, Náchod),
- František Svatoš (1885, Týniště nad Orlicí),
- Oldřich Svatoš (1922, Týniště nad Orlicí),
- Václav Tojnar (1920, Týniště nad Orlicí),
- Filip Stehno (1892, Radostín),
- Jaroslav Šturma (1897, neuvedeno),
- Josef Němec (1910, Rovny),

### Poprava ve čtvrtek 2. července 1942 (Pardubice)
- MUDr. Josef Bartoň (1899, Pardubice),
- Antonie Bartošová (1896, Pardubice),
- Antonín Hebký (1899, Pardubice),
- Taťána Hladěnová (1920, Pardubice, popraveno mrtvé tělo[6]),
- Božena Hovorová (1888, Pardubice),
- Ferdinand Chára (1892, Pardubice),
- Josef Janáček (1898, Pardubice),
- Ludmila Janáčková (1912, Pardubice),
- Ing. Josef Jánský (1901, Pardubice),
- Čeněk Jirásek (1891, Pardubice),
- Františka Jirásková (1898, Pardubice),
- Věra Junková (1917, Pardubice),
- Bohuslav Konvalinka (1899, Pardubice),
- Arnošt Košťál (1904, Pardubice),
- Luděk Matura (1920, Pardubice),
- Alvín Palouš (1899, Pardubice),
- Marie Paloušová (1897, Pardubice),
- Antonín Pištora (1905, Pardubice),
- Bedřich Schejbal (1919, Pardubice),
- Jaroslav Šorm (1901, Pardubice),
- František Vaško (1904, Pardubice),
- JUDr. Vladimír Žváček (1903, Pardubice),
- Anna Žváčková (1905, Pardubice),
- Jaroslav Dvořák (1907, Pardubice),
- Stanislav Tyc (1909, Dražkovice),
- Adolf Švadlenka (1904, Mikulovice),
- Josef Chrbolka (1912, Mnětice),
- Jan Jozíf (1885, Opatovice nad Labem),
- František Nyklíček (1887, Opatovice nad Labem),
- Jindřich Vaško (1910, Dachov),
- Josef Šťulík (1913, Ležáky),
- Jindřich Švanda (1904, Ležáky),
- Františka Švandová (1909, Ležáky),
- Karel Svoboda (1902, Miřetice),
- Bohumil Švanda (1906, Borová),
- Josef Hrdina (1916, Ústí nad Orlicí),
- Zdenka Hrdinová (1919, Ústí nad Orlicí), toho času těhotná
- Evžen Freund (1909, Holice),
- Ludvík Lustík (1909, Praha),
- Josef Pánek (1891, Chlumec nad Cidlinou),

### Poprava v pátek 3. července 1942
- Josef Bláha (1892, Český Brod),
- JUDr. Emil Říha (1895, Český Brod),
- Josef Červinka (1901, Nymburk),
- Vladimír Jankovský (1898, Úvaly),
- JUDr. Karel Engler (1908, Nový Bydžov),
- Jan Klečka (1883, Kolín),
- Václav Kozděra (1899, Dobřeň u Kutné Hory),
- Marie Skořepová (1876, Pečky),
- Josef Sokolníček (1897, Čáslav),
- Hugo Vávra (1894, Čáslav),

### Poprava ve čtvrtek 9. července 1942
- Josef Klikar (1907, Bohdašín),
- Ladislav Satran (1914, Bohdašín),
- Zdeňka Satranová (1911, Bohdašín),
- Antonín Burdych (1874, Končiny),
- Josefa Burdychová (1876, Končiny),
- Milada Burdychová (1905, Končiny),
- Václav Hejna (1913, Červený Kostelec)
- Jaroslav Vokatý (1908, Červený Kostelec),
- Josef Schejbal (1905, Malé Svatoňovice),
- Josef Geisler (1910, Rtyně v Podkrkonoší),
- Jaroslav Merta (1910, Rtyně v Podkrkonoší),
- Stanislav Prouza (1921, Dvůr Králové),
- Karel Ježek (1902, Doubravice u Dvora Králové),
- Miroslav Hampl (1910, Strážkovice),
- Karel Kábrt (1910, Strážkovice).

## Historie
Po skončení druhé světové války se území bývalého popraviště stalo pietním místem, které nechal zdokumentovat tehdejší Svaz osvobozených politických vězňů. V červenci roku 1946 byl položen základní kámen pomníku, jenž byl dostavěn v roce 1949 a který se nachází na pietním území dodnes. Autoři pomníku jsou Karel Jičínský a pardubický architekt Karel Kalvoda. Autorem reliéfu s figurální tvorbou je sochař Jaroslav Zelený z Chrudimi. Během 60. let 20. století vznikla snaha o posunutí řešení památníku. V roce 1967 byly na pietním místě vybudovány dva kubusy s uměleckými vlysy, které ztvárnili studenti Vysoké školy uměleckoprůmyslové v Praze Ilja Holešovský a Jan Hričák pod dohledem profesora Otto Eckerta. Návrh podoby a umístění kubusů vypracoval Karel Kalvoda. K další důležité stavební úpravě došlo v roce 1972, kdy byla zahájena výstavba výstavní síně, zkolaudované v roce 1975. Z tohoto roku pochází také figurální plastika Zuzany Koutové, která byla v budově umístěna. O rok později byl areál zapsán jako kulturní památka, v roce 1978 jako národní kulturní památka a v roce 1984 přibylo k NKP také zapsané ochranné pásmo.
Statutární město Pardubice se rozhodlo v roce 2017 vypsat soutěž na revitalizaci pietního místa a stavbu nového muzea, jehož ideový koncept zpracoval historik Akademie věd ČR Vojtěch Kyncl. Soutěž vyhráli se svým návrhem architekti Jan Žalský a Vít Podráský. Práce na revitalizaci pietního území a výstavbě muzea byly dokončeny v roce 2021.